# 2011-es NFL-szezon
A National Football League 2011-es szezonja a 92. szezon a professzionális amerikaifutball-ligában, az Amerikai Egyesült Államokban. Az alapszakasz 2011. szeptember 8-án kezdődött, ahol a bajnoki címvédő Green Bay Packers otthon győzte le a New Orleans Saints csapatát 42-34-re. A szezont a Super Bowl XLVI zárta, melyet a New York Giants nyert meg.
A tulajdonosok és játékosok közötti bérvita miatti lockout március 11-én kezdődött és július 25-én véget ért, 130 napig tartott. Kezdetben úgy tűnt, hogy az egész idény elmaradhat, végül az egyetlen mérkőzés, amit töröltek, az augusztus 7-i Pro Football Hall of Fame mérkőzés volt.

## Menetrend
Az NFL alapszakasz ütemterve főcsoporton belül és kívül a 2011-es évre:
Főcsoporton belül
- AFC East vs. AFC West
- AFC North vs. AFC South
- NFC East vs. NFC West
- NFC North vs. NFC South

Főcsoportok között
- AFC East vs. NFC East
- AFC West vs. NFC North
- AFC North vs. NFC West
- AFC South vs. NFC South

### Hall of Fame mérkőzés
A 2011-es Hall of Fame mérkőzés, melyet a Chicago Bears és a St. Louis Rams játszott volna, elmaradt. Ez volt az egyetlen mérkőzés, ami a bérvita miatt nem került megrendezésre.

## Alapszakasz
| A rájátszásba jutottak (A kiemelések száma zárójelben) |

| AFC East                  |    |    |   |       |     |     |
| Csapat                    | Gy | V  | D | %     | P+  | P–  |
| New England Patriots (1)  | 13 | 3  | 0 | 81,3% | 513 | 342 |
| New York Jets             | 8  | 8  | 0 | 50,0% | 377 | 363 |
| Miami Dolphins[a]         | 6  | 10 | 0 | 37,5% | 329 | 313 |
| Buffalo Bills             | 6  | 10 | 0 | 37,5% | 372 | 434 |
| AFC North                 |    |    |   |       |     |     |
| Csapat                    | Gy | V  | D | %     | P+  | P–  |
| Baltimore Ravens (2)[b]   | 12 | 4  | 0 | 75,0% | 378 | 266 |
| Pittsburgh Steelers (5)   | 12 | 4  | 0 | 75,0% | 325 | 227 |
| Cincinnati Bengals (6)[c] | 9  | 7  | 0 | 56,3% | 344 | 323 |
| Cleveland Browns          | 4  | 12 | 0 | 25,0% | 218 | 307 |
| AFC South                 |    |    |   |       |     |     |
| Csapat                    | Gy | V  | D | %     | P+  | P–  |
| Houston Texans (3)        | 10 | 6  | 0 | 62,5% | 381 | 278 |
| Tennessee Titans          | 9  | 7  | 0 | 56,3% | 325 | 317 |
| Jacksonville Jaguars      | 5  | 11 | 0 | 31,3% | 243 | 329 |
| Indianapolis Colts        | 2  | 14 | 0 | 12,5% | 243 | 430 |
| AFC West                  |    |    |   |       |     |     |
| Csapat                    | Gy | V  | D | %     | P+  | P–  |
| Denver Broncos (4)[d]     | 8  | 8  | 0 | 50,0% | 309 | 390 |
| San Diego Chargers[e]     | 8  | 8  | 0 | 50,0% | 406 | 377 |
| Oakland Raiders           | 8  | 8  | 0 | 50,0% | 359 | 433 |
| Kansas City Chiefs        | 7  | 9  | 0 | 43,8% | 212 | 338 |

| NFC East                   |    |    |   |       |     |     |
| Csapat                     | Gy | V  | D | %     | P+  | P–  |
| New York Giants (4)        | 9  | 7  | 0 | 56,3% | 394 | 400 |
| Philadelphia Eagles[f]     | 8  | 8  | 0 | 50,0% | 396 | 328 |
| Dallas Cowboys             | 8  | 8  | 0 | 50,0% | 369 | 347 |
| Washington Redskins        | 5  | 11 | 0 | 31,3% | 288 | 367 |
| NFC North                  |    |    |   |       |     |     |
| Csapat                     | Gy | V  | D | %     | P+  | P–  |
| Green Bay Packers (1)      | 15 | 1  | 0 | 93,8% | 560 | 359 |
| Detroit Lions (6)          | 10 | 6  | 0 | 62,5% | 474 | 387 |
| Chicago Bears              | 8  | 8  | 0 | 50,0% | 353 | 341 |
| Minnesota Vikings          | 3  | 13 | 0 | 18,8% | 340 | 449 |
| NFC South                  |    |    |   |       |     |     |
| Csapat                     | Gy | V  | D | %     | P+  | P–  |
| New Orleans Saints (3)     | 13 | 3  | 0 | 81,3% | 547 | 339 |
| Atlanta Falcons (5)[g]     | 10 | 6  | 0 | 62,5% | 402 | 350 |
| Carolina Panthers          | 6  | 10 | 0 | 37,5% | 406 | 429 |
| Tampa Bay Buccaneers       | 4  | 12 | 0 | 25,0% | 287 | 494 |
| NFC West                   |    |    |   |       |     |     |
| Csapat                     | Gy | V  | D | %     | P+  | P–  |
| San Francisco 49ers (2)[h] | 13 | 3  | 0 | 81,3% | 380 | 229 |
| Arizona Cardinals          | 8  | 8  | 0 | 50,0% | 312 | 348 |
| Seattle Seahawks           | 7  | 9  | 0 | 43,8% | 321 | 315 |
| St. Louis Rams             | 2  | 14 | 0 | 12,5% | 193 | 407 |

Döntetlenre végzők
- ↑ a: A Miami végzett a harmadik helyen az AFC East csoportban a Buffalo előtt az egymás elleni eredmény alapján.
- ↑ b: A Baltimore végzett az első helyen az AFC North csoportban a Pittsburgh előtt az egymás elleni eredmény alapján.
- ↑ c: A Cincinnati végzett a hatodik helyen az AFC-ben a Tennessee előtt az egymás elleni eredmény alapján.
- ↑ d: A Denver végzett az első helyen az AFC West csoportban a közös ellenfelek elleni mutató alapján (5–5, a San Diegónak és az Oaklandnek 4–6).
- ↑ e: A San Diego végzett a második helyen az AFC West csoportban a jobb főcsoport mutató alapján (7–5, az Oakland-nek 6–6).
- ↑ f: A Philadelphia végzett a második helyen az NFC East csoportban a Dallas előtt az egymás elleni eredmény alapján.
- ↑ g: Az Atlanta végzett az ötödik helyen az NFC-ben a Detroit előtt az egymás elleni eredmény alapján.
- ↑ h: A San Francisco végzett a második helyen az NFC-ben a jobb főcsoport mutató alapján (10–2, a New Orleansnak 9–3).

## Rájátszás
| Rájátszás kiemeltek |                                     |                                    |
| Kiemelés            | AFC                                 | NFC                                |
| 1                   | New England Patriots (East győztes) | Green Bay Packers (North győztes)  |
| 2                   | Baltimore Ravens (North győztes)    | San Francisco 49ers (West győztes) |
| 3                   | Houston Texans (South győztes)      | New Orleans Saints (South győztes) |
| 4                   | Denver Broncos (West győztes)       | New York Giants (East győztes)     |
| 5                   | Pittsburgh Steelers                 | Atlanta Falcons                    |
| 6                   | Cincinnati Bengals                  | Detroit Lions                      |

|  |                                                 |                                                 |                                                 |                               |                               |                               |                               |                               |   |               |                               |                               |                               |  |  |                                |                                |                                |
|  | Január 8. – MetLife Stadium                     | Január 8. – MetLife Stadium                     | Január 8. – MetLife Stadium                     |                               |                               | Január 15. – Lambeau Field    | Január 15. – Lambeau Field    | Január 15. – Lambeau Field    |   |               |                               |                               |                               |  |  |                                |                                |                                |
|  | Január 8. – MetLife Stadium                     | Január 8. – MetLife Stadium                     | Január 8. – MetLife Stadium                     |                               |                               | Január 15. – Lambeau Field    | Január 15. – Lambeau Field    | Január 15. – Lambeau Field    |   |               |                               |                               |                               |  |  |                                |                                |                                |
|  | 4                                               | N.Y. Giants                                     | 24                                              |                               |                               | 1                             | Green Bay                     | 20                            |   |               |                               |                               |                               |  |  |                                |                                |                                |
|  | 5                                               | Atlanta                                         | 2                                               |                               |                               | 4                             | N.Y. Giants                   | 37                            |   |               | Január 22. – Candlestick Park | Január 22. – Candlestick Park | Január 22. – Candlestick Park |  |  |                                |                                |                                |
|  |                                                 |                                                 |                                                 | NFC                           |                               |                               |                               |                               |   |               | Január 22. – Candlestick Park | Január 22. – Candlestick Park | Január 22. – Candlestick Park |  |  |                                |                                |                                |
|  |                                                 |                                                 |                                                 |                               |                               |                               |                               |                               | 2 | San Francisco | 17                            |                               |                               |  |  |                                |                                |                                |
|  | Január 7. – Mercedes-Benz Superdome             | Január 7. – Mercedes-Benz Superdome             | Január 7. – Mercedes-Benz Superdome             | Január 14. – Candlestick Park | Január 14. – Candlestick Park | Január 14. – Candlestick Park |                               |                               | 4 | N.Y. Giants   | 20*                           |                               |                               |  |  |                                |                                |                                |
|  | Január 7. – Mercedes-Benz Superdome             | Január 7. – Mercedes-Benz Superdome             | Január 7. – Mercedes-Benz Superdome             | Január 14. – Candlestick Park | Január 14. – Candlestick Park | Január 14. – Candlestick Park | NFC főcsoportdöntő            |                               |   |               |                               |                               |                               |  |  |                                |                                |                                |
|  | 3                                               | New Orleans                                     | 45                                              | 2                             | San Francisco                 | 36                            |                               |                               |   |               |                               |                               |                               |  |  |                                |                                |                                |
|  | 6                                               | Detroit                                         | 28                                              |                               |                               | 3                             | New Orleans                   | 32                            |   |               |                               |                               |                               |  |  | Február 5. – Lucas Oil Stadium | Február 5. – Lucas Oil Stadium | Február 5. – Lucas Oil Stadium |
|  | Wild card-forduló                               | Wild card-forduló                               | Wild card-forduló                               |                               |                               | Főcsoport-elődöntő            | Főcsoport-elődöntő            | Főcsoport-elődöntő            |   |               |                               |                               |                               |  |  | Február 5. – Lucas Oil Stadium | Február 5. – Lucas Oil Stadium | Február 5. – Lucas Oil Stadium |
|  |                                                 |                                                 |                                                 |                               |                               |                               |                               |                               |   |               |                               |                               |                               |  |  | 4                              | N.Y. Giants                    | 21                             |
|  | Január 8. – Sports Authority Field at Mile High | Január 8. – Sports Authority Field at Mile High | Január 8. – Sports Authority Field at Mile High |                               |                               | Január 14. – Gillette Stadion | Január 14. – Gillette Stadion | Január 14. – Gillette Stadion |   |               |                               |                               |                               |  |  | 1                              | New England                    | 17                             |
|  | Január 8. – Sports Authority Field at Mile High | Január 8. – Sports Authority Field at Mile High | Január 8. – Sports Authority Field at Mile High | Super Bowl XLVI               |                               | Január 14. – Gillette Stadion | Január 14. – Gillette Stadion | Január 14. – Gillette Stadion |   |               |                               |                               |                               |  |  |                                |                                |                                |
|  | 4                                               | Denver                                          | 29*                                             |                               |                               | 1                             | New England                   | 45                            |   |               |                               |                               |                               |  |  |                                |                                |                                |
|  | 5                                               | Pittsburgh                                      | 23                                              |                               |                               | 4                             | Denver                        | 10                            |   |               | Január 22. – Gillette Stadion | Január 22. – Gillette Stadion | Január 22. – Gillette Stadion |  |  |                                |                                |                                |
|  |                                                 |                                                 |                                                 | AFC                           |                               |                               |                               |                               |   |               | Január 22. – Gillette Stadion | Január 22. – Gillette Stadion | Január 22. – Gillette Stadion |  |  |                                |                                |                                |
|  |                                                 |                                                 |                                                 |                               |                               |                               |                               |                               | 1 | New England   | 23                            |                               |                               |  |  |                                |                                |                                |
|  | Január 7. – Reliant Stadium                     | Január 7. – Reliant Stadium                     | Január 7. – Reliant Stadium                     | Január 15. – M&T Bank Stadium | Január 15. – M&T Bank Stadium | Január 15. – M&T Bank Stadium |                               |                               | 2 | Baltimore     | 20                            |                               |                               |  |  |                                |                                |                                |
|  | Január 7. – Reliant Stadium                     | Január 7. – Reliant Stadium                     | Január 7. – Reliant Stadium                     | Január 15. – M&T Bank Stadium | Január 15. – M&T Bank Stadium | Január 15. – M&T Bank Stadium | AFC főcsoportdöntő            |                               |   |               |                               |                               |                               |  |  |                                |                                |                                |
|  | 3                                               | Houston                                         | 31                                              | 2                             | Baltimore                     | 20                            |                               |                               |   |               |                               |                               |                               |  |  |                                |                                |                                |
|  | 6                                               | Cincinnati                                      | 10                                              |                               |                               | 3                             | Houston                       | 13                            |   |               |                               |                               |                               |  |  |                                |                                |                                |

- * - Győzelem hosszabbításos mérkőzésen.

## Edzőváltások

### A szezon előtt
| Csapat              | Korábbi 2010-es edző           | Új edző                                                       |
| ------------------- | ------------------------------ | ------------------------------------------------------------- |
| Carolina Panthers   | John Fox, lejárt a szerződése  | Ron Rivera, korábbi defensive koordinátor, San Diego Chargers |
| Cleveland Browns    | Eric Mangini, kirúgták         | Pat Shurmur, korábbi offensive koordinátor, St. Louis Rams    |
| Denver Broncos      | Josh McDaniels*, kirúgták      | John Fox, korábbi vezetőedző, Carolina Panthers               |
| Oakland Raiders     | Tom Cable, lejárt a szerződése | Hue Jackson, korábbi offensive koordinátor, Oakland Raiders   |
| San Francisco 49ers | Mike Singletary**, kirúgták    | Jim Harbaugh, korábbi vezetőedző, Stanford Cardinal           |
| Tennessee Titans    | Jeff Fisher, lemondott         | Mike Munchak, korábbi offensive line edző, Tennessee Titans   |

* – Az előző szezon alatt 4 mérkőzés erejéig Eric Studesville defensive koordinátor volt a vezetőedző. 

** – Az előző szezon alatt 1 mérkőzés erejéig Jim Tomsula defensive koordinátor volt a vezetőedző.

### Szezon közben
| Csapat               | Korábbi edző                                        | Új edző                              |
| -------------------- | --------------------------------------------------- | ------------------------------------ |
| Jacksonville Jaguars | Jack Del Rio, nov. 29-én, 11 mérkőzés után kirúgták | Mel Tucker, defensive koordinátor    |
| Kansas City Chiefs   | Todd Haley, dec. 12-én, 13 mérkőzés után kirúgták   | Romeo Crennel, defensive koordinátor |
| Miami Dolphins       | Tony Sparano, dec. 12-én, 13 mérkőzés után kirúgták | Todd Bowles, secondary edző          |

## Az alapszakasz statisztikáinak vezetői
| Csapat                             | Csapat |
| ---------------------------------- | --- |
| Legtöbb pont szerzése              | Green Bay Packers (560)                                                                                           |
| Összes nyert yard                  | New Orleans Saints (7474)                                                                                         |
| Futott yardok                      | Denver Broncos (2632)                                                                                             |
| Passzolt yardok                    | New Orleans Saints (5347)                                                                                         |
| Legkevesebb pont engedése          | Pittsburgh Steelers (227)                                                                                         |
| Legkevesebb összes yard engedése   | Pittsburgh Steelers (4348)                                                                                        |
| Legkevesebb futott yard engedése   | San Francisco 49ers (1236)                                                                                        |
| Legkevesebb passzolt yard engedése | Pittsburgh Steelers (2751)                                                                                        |
| Egyéni                             | |
| Pontszerzés                        | David Akers, San Francisco 49ers (166 pont)                                                                       |
| Touchdown                          | LeSean McCoy , Philadelphia Eagles (20 TD)                                                                        |
| Legtöbb field goal                 | David Akers, San Francisco 49ers (44 FG)                                                                          |
| Futás                              | Maurice Jones-Drew, Jacksonville Jaguars (1606 yard)                                                              |
| Passzoló mutatója                  | Aaron Rodgers, Green Bay Packers (122,5)                                                                          |
| Passzolt touchdown                 | Drew Brees, New Orleans Saints (46 TD)                                                                            |
| Passzolt yard                      | Drew Brees, New Orleans Saints (5476 yard)                                                                        |
| Passz elkapás                      | Wes Welker, New England Patriots (122 elkapás)                                                                    |
| Passz elkapás yard                 | Calvin Johnson, Detroit Lions (1681 yard)                                                                         |
| Punt visszahordás                  | Patrick Peterson, Arizona Cardinals (699 yard 44 visszahordásból, 15,9 yardos átlag)                              |
| Kickoff visszahordás               | Brandon Banks, Washington Redskins (1174 yard 51 visszahordásból, 23,0 yardos átlag)                              |
| Interception                       | Kyle Arrington, New England Patriots és Eric Weddle, San Diego Chargers és Charles Woodson, Green Bay Packers (7) |
| Puntolás                           | Britton Colquitt, Denver Broncos (4783 yard 101 kísérletből, 47,4 yardos átlag)                                   |
| Sack                               | Jared Allen, Minnesota Vikings (22,0)                                                                             |

## Díjak
| Legértékesebb Játékos               | Aaron Rodgers, QB, Green Bay Packers |
| Az Év Edzője                        | Jim Harbaugh, San Francisco 49ers    |
| Az Év Támadó Játékosa               | Drew Brees, QB, New Orleans Saints   |
| Az Év Védő Játékosa                 | Terrell Suggs, LB, Baltimore Ravens  |
| Az Év Támadó Újonc Játékosa         | Cam Newton, QB, Carolina Panthers    |
| Az Év Védekező Újonc Játékosa       | Von Miller, LB, Denver Broncos       |
| NFL Az Év Visszatérője              | Matthew Stafford, QB, Detroit Lions  |
| A Super Bowl Legértékesebb Játékosa | Eli Manning, QB, New York Giants     |

All-Pro Team
| Offense          | Offense                                                     |
| ---------------- | ----------------------------------------------------------- |
| Quarterback      | Aaron Rodgers, Green Bay                                    |
| Running back     | Maurice Jones-Drew, Jacksonville LeSean McCoy, Philadelphia |
| Fullback         | Vonta Leach, Baltimore                                      |
| Wide receiver    | Calvin Johnson, Detroit Wes Welker, New England             |
| Tight end        | Rob Gronkowski, New England                                 |
| Offensive tackle | Jason Peters, Philadelphia Joe Thomas, Cleveland            |
| Offensive guard  | Carl Nicks, New Orleans Jahri Evans, New Orleans            |
| Center           | Maurkice Pouncey, Pittsburgh                                |

| Defense            | Defense                                                                                  |
| ------------------ | ---------------------------------------------------------------------------------------- |
| Defensive end      | Jared Allen, Minnesota Jason Pierre-Paul, New York Giants                                |
| Defensive tackle   | Haloti Ngata, Baltimore Justin Smith, San Francisco                                      |
| Outside linebacker | Terrell Suggs, Baltimore DeMarcus Ware, Dallas                                           |
| Inside linebacker  | Patrick Willis, San Francisco NaVorro Bowman, San Francisco Derrick Johnson, Kansas City |
| Cornerback         | Charles Woodson, Green Bay Darrelle Revis, New York Jets                                 |
| Safety             | Troy Polamalu, Pittsburgh Eric Weddle, San Diego                                         |

| Kicker        | David Akers, San Francisco |
| Punter        | Andy Lee, San Francisco    |
| Kick returner | Patrick Peterson, Arizona  |